# آرني إليبي
آرني لودفيج جرونت إليبي (بالإنجليزية: Arne Ludvig Grundt Ileby)‏ أو آرني إليبي (بالإنجليزية: Arne Ileby)‏ (2 ديسمبر 1913 - 25 ديسمبر 1999) لاعب كرة قدم نرويجي. لعب كامل مسيرته المهنية كمهاجم في فريق نادي فريدريكستاد، حيث فاز بأربعة ألقاب كأس النرويج (1935، 1936، 1938، و 1940) ولقبين في الدوري النرويجي الممتاز (Eliteserien) (1937-1938 و1938-1939).
كان إيلبي في المنتخب النرويجي لدورة الألعاب الأولمبية 1936 وكأس العالم 1938، لكنه لم يتوج في أي من البطولتين. كان ظهوره الوحيد للمنتخب الوطني النرويجي في مباراة ضد السويد عام 1939.